# Il mistero del terzo miglio
 Il mistero del terzo miglio  è il sesto romanzo di Colin Dexter che vede come protagonista l'ispettore Morse. Il romanzo è pubblicato in Italia da Sellerio.
Il romanzo è diviso in tre libri - il primo miglio, il secondo miglio e il terzo miglio. Il titolo è un riferimento alla frase biblica "E chiunque ti costringe a fare un miglio, fanne con lui due", Matteo, 5, 41.

## Trama
Ad Oxford viene ritrovato un cadavere, privo di testa, mani e gambe, rendendone così impossibile la sua identificazione. Contemporaneamente viene denunciata la scomparsa di un professore universitario.
Partendo da un biglietto strappato trovato nella giacca del cadavere, Morse inizia la sua indagine che lo riporta ai suoi trascorsi studenteschi e alla battaglia di El Alamein, dove il passato del professore scomparso si intreccia con quello di 3 fratelli.
L'indagine si allarga coinvolgendo un altro professore, una ditta di traslochi ed una casa per appuntamenti. Il numero delle morti cresce ma, grazie alle sue abilità enigmistiche, Morse riesce a collegarle, individuandone il colpevole.

## Edizioni
- Colin Dexter, Il mistero del terzo miglio, collana Il Giallo Mondadori, n. 2620, Mondadori, 1992.
- Colin Dexter, Il mistero del terzo miglio, collana La memoria, n. 951, Sellerio, 2014.